# Chat Silayan
Maria Rosario „Chat“ Silayan-Bailon (* 8. Juli 1959; † 23. April 2006 in Parañaque City, Metro Manila) war ein philippinisches Mannequin und Schauspielerin.

## Leben
Chat Silyan, Tochter des Theater- und Filmschauspielers Vic Silayan, war zunächst als Mannequin tätig und gewann 1980 den Schönheitswettbewerb „Binibining Pilipinas“ (Miss Philippines). Als solche nahm sie anschließend auch an der Wahl zur Miss Universe 1980 teil und wurde dort Viertplatzierte.
Im Anschluss begann sie auf den Philippinen eine Karriere als Schauspielerin und wurde im Laufe der Zeit zu einer der populärsten Schauspielerinnen des Landes. Ihr Filmdebüt gab sie 1981 in dem Film Ang Maestro. Danach hatte sie Filmrollen in Kamakalawa (1981), Cinq Et La Peau (1982), Kung Tawagin Siya’y Animal (1984), Kailan Tama Ang Mali (1986), Der Commander (1988), Dyesebel (1990), Ipaglaban Mo! The Movie Part II (Marta – episode 1) (1997), Esperanza The Movie – Ester (1999), Kung Ako Na Lang Sana (2003) sowie My First Romance (2003).
Neben ihren Filmrollen hatte sie auch mehrere Auftritte in Fernsehserien wie Esperanza – Ester von 1997 bis 1999 sowie in Student Canteen, Suerte sa Siete und Maalaala Mo Kaya.
2003 beendete sie ihre Tätigkeit als Schauspielerin und engagierte sich in kirchlichen Projekten.
Chat Silayan starb im Alter von 46 Jahren an den Folgen eines kolorektalen Karzinoms.

## Filmografie (Auswahl)
- 1988: Der Commander